# Philipp Löhle
Philipp Löhle, né le 27 juillet 1978 à Ravensbourg en Allemagne, est un dramaturge et metteur en scène allemand.

## Biographie
Il étudie l'histoire, les sciences théâtrales, les médias et la littérature allemande à Erlangen et à Rome, il commence à écrire des pièces avant même la fin de ses études. Plusieurs de ses pièces sont très remarqué comme Kauf-Land (2005). Il reçoit le prix d'encouragement du Bundesverband der Deutschen Industrie pour sa pièce Dénommé Gospodin qui est créée au Schauspielhaus Bochum. Il est auteur en résidence au théâtre Maxime Gorki de Berlin de 2008 à 2010, au Nationaltheater de Mannheim sur la saison 2011-2012 et au Staatstheater de Mayence sur la saison 2012-2013. Par ailleurs, il tourne des courts-métrages et des documentaires et travaille pour la presse écrite.
En France, Benoît Lambert signe la mise en espace de Dénommé Gospodin en 2011 au festival d'Avigon pour les quarante ans de Théâtre Ouvert. La pièce sera créée en Mars 2013 au Théâtre Dijon-Bourgogne.

## Prix et distinctions
- 2007 : Atelier des dramaturges du Berliner Theatertreffen, lauréat de la commande d'œuvre du marché des pièces (prix alloué par la Bundeszentrale für politische Bildung, Centrale fédérale pour l'éducation politique)
- 2007 : Invitation aux Journées d'atelier du Burgtheater de Vienne
- 2007 : Prix d'encouragement du Bundesverband der Deutschen Industrie (Union fédérale de l'industrie allemande) pour Genannt Gospodin (« Dénommé Gospodin »)
- 2008 : Invitation aux Journées théâtrales de Mülheim avec Genannt Gospodin
- 2008 : Prix du Jury du Marché aux Pièces de Heidelberg pour Lilly Link oder schwere Zeiten für die Rev… (« Lilly Gauche ou les temps sont durs pour la Rév… »)
- 2008 : Invitation aux Journées théâtrales des Auteurs avec Lilly Link
- 2008 : Bourse sur projet du Prix pour le théâtre de jeunesse du Bade-Wurtemberg, pour son développement de pièce au Théâtre d'Aalen.
- 2012 : Invitations aux Journées théâtrales de Mülheim avec Das Ding (« La chose »), prix du public des journées théâtrales de Mühlheim

## Œuvre en français
- Dénommé Gospodin, (traduction de Ruth Orthman), bilingue Presses Universitaires du Mirail, 2010[4]